# Pierre Bordeaux-Groult
Pour les articles homonymes, voir Bordeaux et Groult.
Pierre Bordeaux-Groult, né le 21 mars 1916 à Paris et mort le 22 août 2007, est un homme d'affaires français.

## Biographie
Après avoir étudié au collège Sainte-Marie-de-Monceau et au lycée Carnot, il sort diplômé de l'École des hautes études commerciales de Paris et de l'université d'Oxford (sciences économiques et politiques).
Officier de réserve, il rejoint le 3e régiment de spahis marocains et sert dans l'Armée de Vichy en Afrique durant la Seconde Guerre mondiale. Il prend part à la campagne en Italie sous le général Juin, puis en Provence, Rhin et Danube sous les ordres du général de Lattre. À la Libération, il est nommé aide de camp du général Navarre, le directeur de cabinet du général Koenig à Baden-Baden.
Il fonde le groupe agroalimentaire Tipiak issu partiellement des minoteries de Camille Groult, son grand-père, fameux collectionneur de tableaux, à Vitry sur Seine. Il devient également administrateur délégué de la Compagnie du Bénin.
Il devient successivement trésorier, vice-président et membre du bureau du Mouvement européen-France en 1958. Il est fondateur du Comité d'action pour l'Union européenne, dont il devient président, ainsi que de l'Association pour la concorde civile et la fraternité dans les Balkans.

### Distinctions
Il est décoré de la Légion d'honneur, de la croix de guerre 1939-1945, des Palmes académiques, de l'ordre du Mérite de la République fédérale d'Allemagne et de la Bronze Star.
- Croix d'officier de l'ordre du Mérite de la République fédérale d'Allemagne
- Croix de guerre 1939–1945

## Ouvrages
- Elise (1978)

### Sources
- Henri Froment-Meurice, In memoriam : Pierre Bordeaux-Groult (1916-2007), un européen, 2007.